# Torque magnético
Torque magnético (Magnetorquer) também conhecido como barra de torque é um sistema de controle de atitude e estabilização de satélite artificial construído a partir de bobinas eletromagnéticas. O torque magnético cria um dipolo magnético que faz interface com um campo magnético ambiente, geralmente o da Terra, para que as contra-forças produzidas forneçam torque útil.

## Princípio funcional
Torque magnético são essencialmente conjuntos de eletroímãs dispostos para produzir um campo magnético rotacionalmente assimétrico (anisotrópico) em uma área estendida. Esse campo é controlado ligando ou desligando o fluxo de corrente através das bobinas, geralmente sob controle de feedback computadorizado. Os próprios eletroímãs são mecanicamente ancorados na nave, de modo que qualquer força magnética que eles exerçam no campo magnético circundante levará a uma força magnética reversa e resultará em torque mecânico em torno do centro de gravidade da nave. Isso torna possível girar livremente a nave em um gradiente local conhecido como campo magnético usando apenas energia elétrica.
O dipolo magnético gerado pelo torque magnético é expresso pela fórmula:
{\displaystyle \mathbf {m} =nI\mathbf {A} ,}
Onde n é o número de voltas do fio, I é a corrente fornecida e A é a área vetorial da bobina. O dipolo interage com o campo magnético, gerando um torque:
{\displaystyle {\boldsymbol {\tau }}=\mathbf {m} \times \mathbf {B} ,}
Onde m é o vetor dipolo magnético, B o vetor de campo magnético (para uma espaçonave é o vetor de campo magnético da Terra) e τ é o vetor de torque gerado.

## Construção
A construção de um torque magnético é baseada na realização de uma bobina com área definida e número de voltas de acordo com os desempenhos requeridos. No entanto, existem diferentes maneiras de obter a bobina; assim, dependendo da estratégia de construção, é possível encontrar três tipos de torque magnético, aparentemente muito diferentes entre si, mas baseados no mesmo conceito: 
Núcleo de ar:
Isso compreende o conceito básico de torque magnético, um fio condutor enrolado em um suporte não condutor ancorado ao satélite. Este tipo de torque magnético pode fornecer um dipolo magnético consistente com uma massa e peso aceitáveis.
 Bobina embutida:
Isso é construído criando um traço em espiral dentro das PCBs dos painéis solares que gera o efeito da bobina. Esta solução é a que tem menos impacto no satélite, uma vez que está totalmente contida nos painéis solares. Porém, devido ao limite físico na espessura da placa e a presença de outros circuitos e componentes eletrônicos, não é possível atingir um valor elevado do dipolo magnético.
 Torquerod:
Esta é a solução mais eficiente. Um fio condutor é enrolado em torno de um núcleo ferromagnético que é magnetizado quando excitado pela bobina, gerando um dipolo consideravelmente maior do que as outras soluções. No entanto, a desvantagem é a presença de um dipolo magnético residual que permanece mesmo quando a bobina é desligada devido à histerese na curva de magnetização do núcleo. Portanto, é necessário desmagnetizar o núcleo com um procedimento de desmagnetização adequado. Normalmente, a presença do núcleo (geralmente constituído de metal pesado) aumenta a massa do sistema.
Normalmente, três bobinas são usadas, embora configurações reduzidas de dois ou mesmo um ímã possam ser suficientes onde o controle total de atitude não é necessário ou forças externas como arrasto assimétrico permitem controle subactuado . O conjunto de três bobinas geralmente assume a forma de três bobinas perpendiculares, porque esta configuração equaliza a simetria rotacional dos campos que podem ser gerados; não importa como o campo externo e a nave são colocados em relação um ao outro, aproximadamente o mesmo torque pode sempre ser gerado simplesmente usando diferentes quantidades de corrente nas três bobinas diferentes.
Enquanto a corrente estiver passando pelas bobinas e a espaçonave ainda não tiver sido estabilizada em uma orientação fixa em relação ao campo externo, a rotação da espaçonave continuará. 
Satélites muito pequenos podem usar ímãs permanentes vez de bobinas.

## Vantagens
torque magnético são leves, confiáveis e eficientes em termos de energia. Ao contrário dos propulsores, eles também não requerem propelente descartável, portanto, eles poderiam, em teoria, funcionar indefinidamente, desde que haja energia suficiente para corresponder à carga resistiva das bobinas. Na órbita da Terra, a luz solar é uma fonte de energia praticamente inesgotável, usando painéis solares .
Outra vantagem em relação as rodas de reação é a ausência de partes móveis e portanto, uma confiabilidade significativamente maior.

## Desvantagens
A principal desvantagem do torque magnético é que são necessárias densidades de fluxo magnético muito altas se naves grandes precisam ser giradas muito rapidamente. Isso requer uma corrente muito alta nas bobinas ou densidades de fluxo ambiente muito mais altas do que as disponíveis na órbita da Terra. Consequentemente, os torques fornecidos são muito limitados e servem apenas para acelerar ou desacelerar a mudança de atitude de uma espaçonave em quantidades mínimas. Com o tempo, o controle ativo pode produzir um giro rápido mesmo na Terra, mas para um controle de atitude preciso e estabilização, os torques fornecidos muitas vezes não são suficientes. Para superar isso, o torque magnético é frequentemente combinado com rodas de reação.
Uma desvantagem mais ampla é a dependência da força do campo magnético da Terra, tornando esta abordagem inadequada para missões no espaço profundo, e também mais adequada para órbitas baixas da Terra em oposição a órbitas mais altas como a geossíncrona . A dependência da intensidade altamente variável do campo magnético da Terra também é problemática porque o problema de controle de atitude torna-se altamente não linear . Também é impossível controlar a atitude em todos os três eixos, mesmo se as três bobinas completas forem usadas, porque o torque pode ser gerado apenas perpendicularmente ao vetor do campo magnético da Terra.
Qualquer satélite girando feito de um material condutor perderá o momento de rotação no campo magnético da Terra devido à geração de correntes parasitas em seu corpo e a força de frenagem correspondente proporcional à sua taxa de rotação. As perdas por atrito aerodinâmico também podem desempenhar um papel. Isso significa que o Torque magnético terá que ser operado continuamente, e com um nível de potência que seja suficiente para conter as forças resistivas presentes. Isso nem sempre é possível dentro das restrições de energia da embarcação.
O Michigan Exploration Laboratory (MXL) suspeita que o M-Cubed CubeSat, um projeto conjunto dirigido por MXL e JPL, tornou-se magneticamente unido ao Explorer-1 Prime, um segundo CubeSat lançado ao mesmo tempo, por meio de fortes ímãs a bordo usados para atitude passiva controle, após implantação em 28 de outubro de 2011. Este é o primeiro travamento não destrutivo de dois satélites.
- R